# جيبرز كريبرز: ريبورن
جيبرز كريبرز: ريبورن (بالإنجليزية: Jeepers Creepers: Reborn)‏ هو فيلم رعب أمريكي قادم من إخراج تيمو فورينسولا وهو يعد الفيلم الرابع في سلسلة أفلام جيبرز كريبرز ومن المقرر إصدار الفيلم في 2022 ومن المخطط أن يكون الفيلم بداية لثلاثية جديدة غير مرتبطة بالثلاثة أفلام الأولى من إخراج فيكتور سالفا.

## روابط خارجية
- جيبرز كريبرز: ريبورن على موقع IMDb (الإنجليزية)
- جيبرز كريبرز: ريبورن على موقع ميتاكريتيك (الإنجليزية)
- جيبرز كريبرز: ريبورن على موقع روتن توميتوز (الإنجليزية)
- جيبرز كريبرز: ريبورن على موقع ألو سيني (الفرنسية)
- جيبرز كريبرز: ريبورن على موقع فيلمافينيتي (الإسبانية)
- جيبرز كريبرز: ريبورن على موقع قاعدة بيانات الفيلم (الإنجليزية)
- جيبرز كريبرز: ريبورن على موقع ليتربوكسد (الإنجليزية)
- جيبرز كريبرز: ريبورن على موقع كينوبويسك (الروسية)